# Öververk

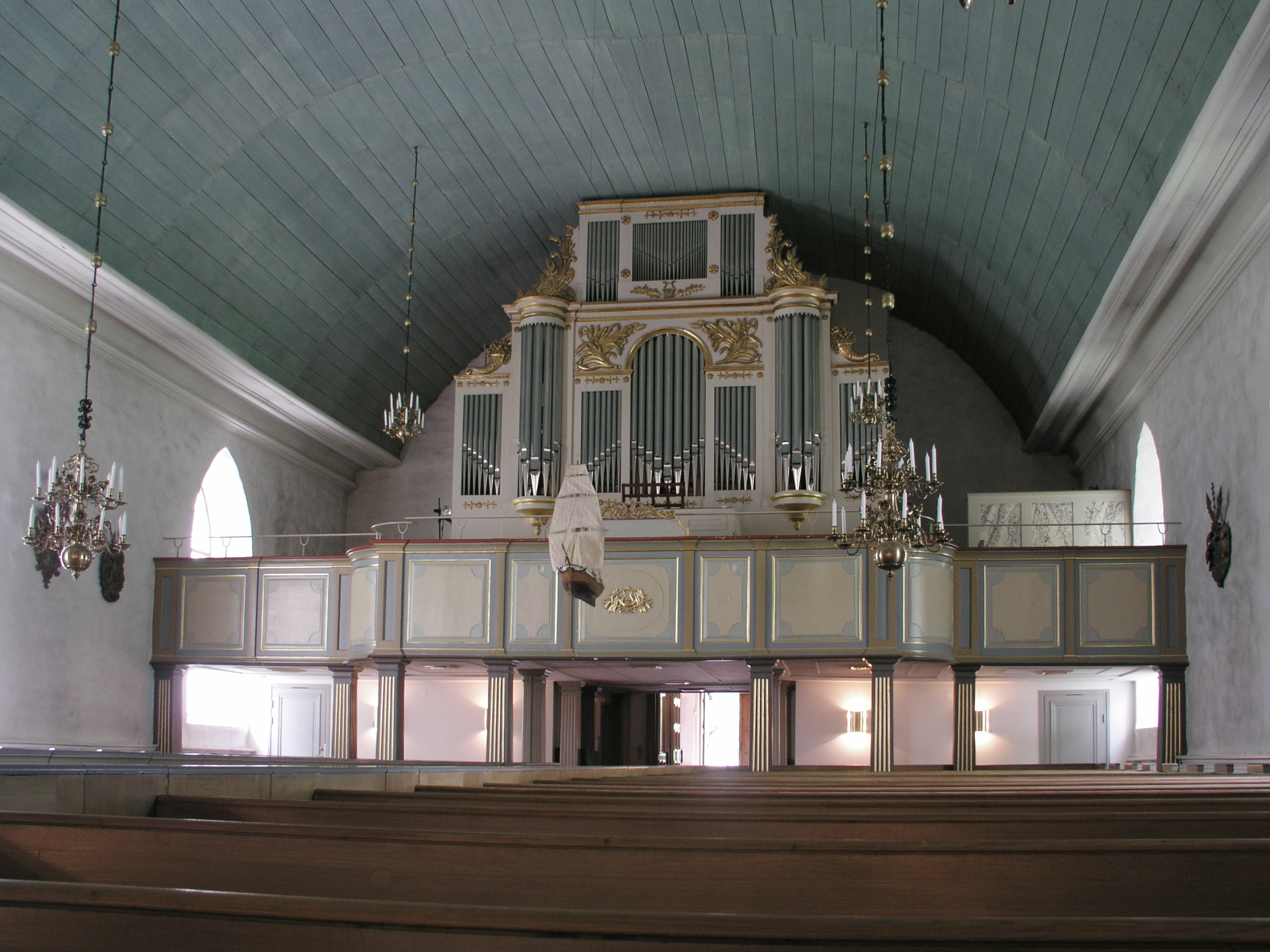
Motala kyrka: Huvudverk & öververk

Öververk: I en orgel finns ofta flera uppsättningar med pipor, kopplade till var sin manual i spelbordet. Ett verk beläget ovanför eller snett ovanför huvudverket benämnes öververk.